# Petroica macrocephala

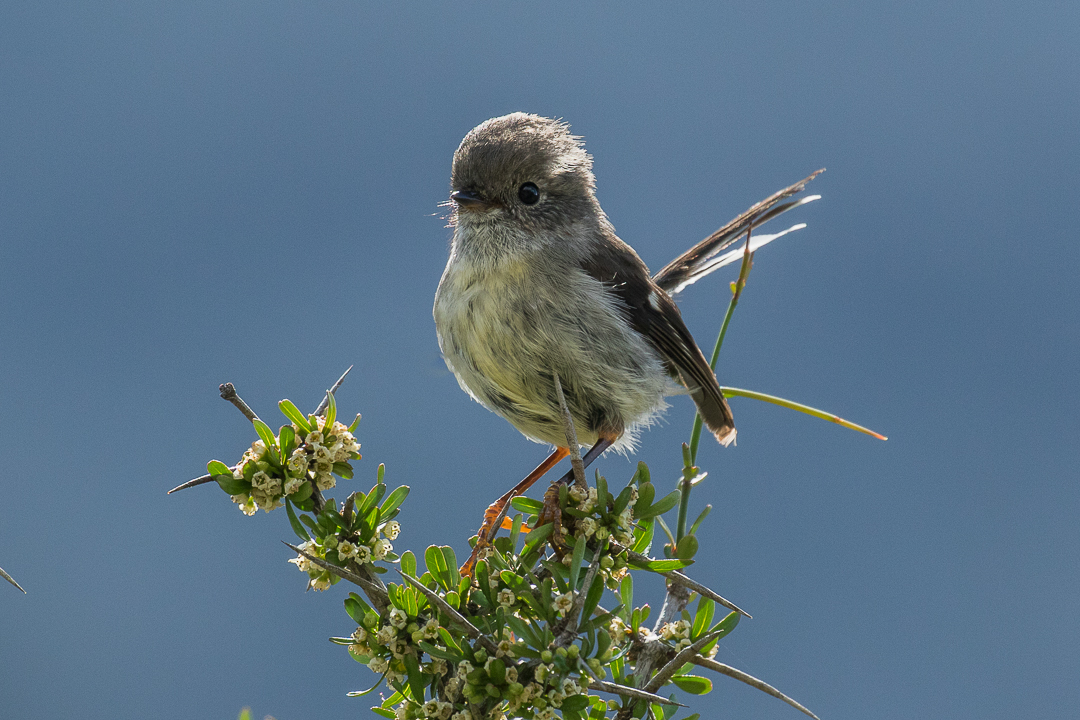
Le femmine hanno il piumaggio più marrone di quello dei maschi.

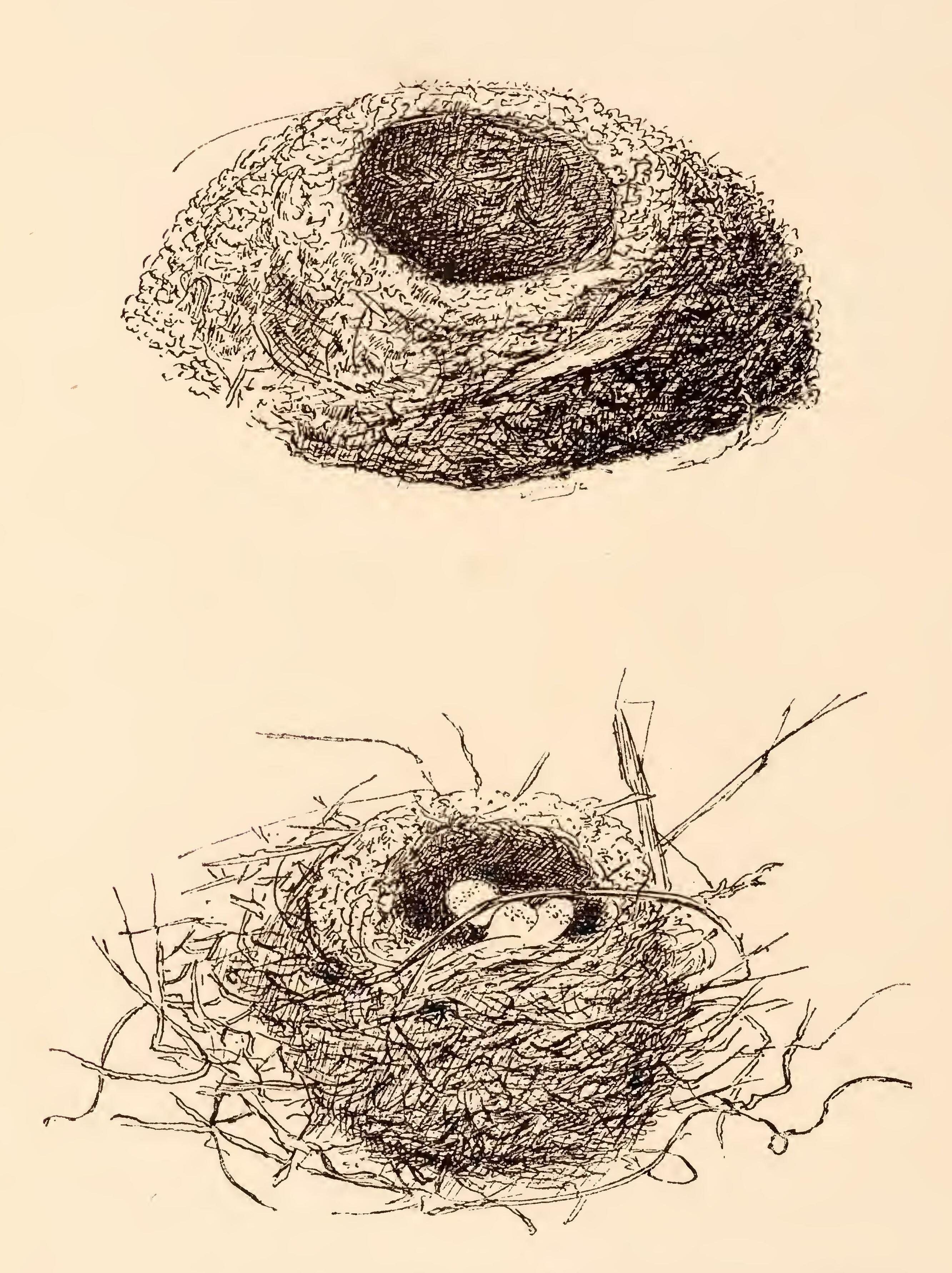
Illustrazione di un nido di P. m. macrocephala (1888).

La petroica della Nuova Zelanda (Petroica macrocephala (J. F. Gmelin, 1789)) è un uccello della famiglia dei Petroicidi originario, come indica il nome, della Nuova Zelanda. Oltre che sulle due isole principali, questa specie, nota nei luoghi d'origine come Tomtit, si incontra anche su vari arcipelaghi vicini. Gli studiosi ne riconoscono alcune sottospecie, che variano considerevolmente nel piumaggio e nelle dimensioni. La specie non è minacciata e si è adattata bene ai cambiamenti apportati dall'uomo alla biodiversità della Nuova Zelanda.

## Tassonomia
La petroica della Nuova Zelanda è una delle tre specie del genere Petroica presenti in Nuova Zelanda, evolutesi a partire da antenati giunti lì dall'Australia. In passato si riteneva che esse discendessero dalla petroica scarlatta, ma ricerche più recenti hanno messo questa teoria in discussione. Attualmente gli studiosi ritengono che vi siano state due ondate colonizzatrici, una che ha dato origine alle petroiche brune dell'Isola del Nord e dell'Isola del Sud e l'altra alla petroica delle Chatham e alla petroica della Nuova Zelanda.
Attualmente gli studiosi riconoscono cinque sottospecie di petroica della Nuova Zelanda, ognuna ristretta alle seguenti isole e gruppi insulari: Isola del Nord, Isola del Sud, isole Snares, isole Chatham e isole Auckland. In passato quattro di esse venivano considerate specie a tutti gli effetti (la sottospecie delle Chatham veniva classificata assieme a quella dell'Isola del Sud), ma gli studi genetici hanno dimostrato che queste sottospecie si sono differenziate solo recentemente. Esse sono:
- P. m. toitoi (Lesson, 1828) (Isola del Nord e isole vicine);
- P. m. macrocephala (J. F. Gmelin, 1789) (Isola del Sud, isola di Stewart e isole vicine);
- P. m. dannefaerdi (Rothschild, 1894) (isole Snares);
- P. m. chathamensis C. A. Fleming, 1950 (Isola Chatham);
- P. m. marrineri (Mathews e Iredale, 1913) (isole Auckland).

In lingua māori la sottospecie diffusa sull'Isola del Nord viene chiamata miromiro e quella sull'Isola del Sud ngirungiru.

## Descrizione
La petroica della Nuova Zelanda è un piccolo uccello (13 cm di lunghezza e 11 g di peso) dalla testa grande e dal becco breve. I maschi della sottospecie dell'Isola del Nord hanno testa, dorso e ali di colore nero (con una barra bianca su queste ultime) e il ventre bianco. I rappresentanti delle sottospecie dell'Isola del Sud, delle Chatham e delle Auckland sono simili, ma presentano una banda gialla sul petto, che risalta tra il nero della testa e il bianco del ventre. Le femmine non sono nere, ma marroni. La sottospecie delle Snares è completamente nera, ed è nota anche come Black Tit («cincia nera»).
Le tre sottospecie insulari di petroica della Nuova Zelanda sono molto più grandi delle due stanziate sulle isole principali, tendenza, questa, conosciuta come regola dell'insularità. Gli uccelli della Nuova Zelanda pesano circa 11 g, ma quelli delle Snares possono raggiungere anche i 20 g.

## Distribuzione e habitat
La petroica della Nuova Zelanda vive sulle due isole principali del Paese omonimo, sull'isola di Stewart e su altri tre remoti arcipelaghi circostanti: le isole Snares e Auckland, rispettivamente a 200 e a 465 km a sud della Nuova Zelanda, e le Chatham, a oltre 800 km a est della Nuova Zelanda, in pieno Pacifico. Si incontra sia nelle foreste che nelle distese erbose tipiche delle isole sub-antartiche della Nuova Zelanda.

## Biologia
La petroica della Nuova Zelanda è prevalentemente insettivora e si nutre di piccoli invertebrati come Coleotteri, cavallette, ragni, falene, weta, lombrichi e mosche. In inverno e autunno consuma anche frutta. La maggior parte delle sottospecie va in cerca di cibo tra la vegetazione, scrutando i dintorni da un posatoio in cerca della preda. Gli insetti vengono anche spigolati tra i rami e le foglie. La sottospecie delle Snares caccia sul terreno, in modo simile alle petroiche brune dell'Isola del Nord e dell'Isola del Sud.